# Premio Gianni Brera "Lo sportivo dell'anno"
Il premio Gianni Brera è un riconoscimento sportivo nato con l'intento di promuovere nel tempo gli insegnamenti e la memoria del noto giornalista scomparso nel 1992, affinché continuassero ad essere di ispirazione. Il premio è organizzato dall'associazione milanese I Navigli.

## Albo d'oro
- 2001 - Luca Cordero di Montezemolo e Ferrari
- 2002 - Paolo Maldini
- 2003 - Luigi Delneri
- 2004 - Damiano Cunego
- 2005 - Fabio Capello
- 2006 - Marcello Lippi
- 2007 - Inter / Milan (ex aequo)
- 2008 - Valentina Vezzali
- 2009 - Nazionale di pallavolo femminile
- 2010 - F.C. Internazionale
- 2011 - Gianni Petrucci e CONI
- 2012 - Daniele Molmenti[1]
- 2013 - Juventus Football Club[2]
- 2014 - Olimpia EA7 Armani Milano[3]
- 2015 - Gianluigi Buffon e Anna Mei [4]
- 2016 - Claudio Ranieri[5]
- 2016 - Amatori Wasken Lodi, Claudio Ranieri, Elisa Balsamo, Fabio Basile, Bebe Vio, Bernard e Martin Dematteis, Daniela Giuffré e Antonio Scuglia per Game over. Calcio truccato, ora basta!, Gregorio Paltrinieri, Sassuolo, Francesca Porcellato, Giorgio Squinzi, Silvio Berlusconi, Federico Arnaboldi.[6][7]
- 2017 - Nazionale di canottaggio dell'Italia, Andrea Vitturini, Barbara Pozzobon, Alice Betto, Nazionale italiana di Calcio a 5 con sindrome di Down, SPAL, Benevento, Franco Arese, Paola Gianotti, Giro d'Italia, Team Sky, Elena Bertocchi, premio alla memoria a Michele Scarponi,[8]
- 2019 - Inter, Athletic Bilbao, Real Madrid, Barcellona, Nazionale di pallanuoto maschile dell'Italia, Vladimir Petković, Oney Tapia, Giulia Marchisio, Milena Bertolini, Alessandra Ilic, Giorgio Martini per Gimondi & Merckx: la sfida, Associazione Sportiva Polizie Municipali (ASPIM).[9]
- 2020 e 2021 - Non assegnati
- 2022 - Danilo Sollazzo, Anna Incerti, Massimo Arcidiacono per Il terzino cannoniere, Franco Ascani per 200 film da podio olimpico, Cremonese, Lecce, Monza, Federico Vismara, Omar Hassan, Silvio Martinello, Nicole Orlando, Giovanni Malagò, premio alla memoria a Davide Rebellin.[10]